# بريسيدا أكوستا
بريسييدا أكوستا بالاريزو (ولدت في 30 أغسطس 1993) هي لاعبة تايكوندو مكسيكية، فازت بالميدالية الفضية في بطولة العالم للتايكوندو 2013 على الوزن الثقيل للسيدات والميدالية البرونزية في بطولة العالم للتايكوندو 2019 في نفس فئة الوزن.